# 伊雷娜·谢温斯卡
伊雷娜·谢温斯卡（波蘭語：Irena Szewińska，1946年5月24日—2018年6月29日），旧姓基尔申斯泰因（Kirszenstein），波兰女子田径运动员。她曾代表波兰参加1964年、1968年、1972年、1976年和1980年夏季奥林匹克运动会田径比赛，获得三枚金牌、二枚银牌和二枚铜牌。